# Juan Smith
Pour les articles homonymes, voir Smith.

a Compétitions nationales et continentales officielles uniquement.

b Matchs officiels uniquement.
Dernière mise à jour le 10 juillet 2017.
Juanne Hugo Smith plus connu comme Juan Smith, est un joueur de rugby à XV sud-africain né le 30 juillet 1981 à Bloemfontein en Afrique du Sud. Il évolue au poste de troisième ligne aile ou troisième ligne centre (1,96 m et 112 kg). 
Ce joueur considéré comme l'un des meilleurs troisième lignes de sa génération a fait partie de l'équipe d'Afrique du Sud qui a remporté en 2007 la Coupe du monde de rugby 2007.
Il évolue d'abord avec les Cats puis les Central Cheetahs. En 2013, après une grave blessure qui le laisse deux ans sans jouer, il rejoint le club français du Rugby club toulonnais.

## Biographie
Juan Smith a commencé sa carrière avec la province des Free State Cheetahs en Currie Cup en 2002. En 2003, il joue dans le Super 12  sous les couleurs des Cats. Lorsque la franchise des Central Cheetahs est créée en 2005, il rejoint cette équipe. Malgré les médiocres résultats des Central Cheetahs classés en général en bas de tableau, il est toujours resté fidèle à cette franchise dont il est le capitaine depuis leur première saison en Super 14.
Il commence sa carrière internationale lors d'un match amical le 7 juin 2003 contre l'Écosse puis il est retenu pour jouer le Tri nations 2003 et la Coupe du monde 2003. Lors de cette première coupe du monde, il est aligné comme titulaire au poste de troisième ligne centre aux côtés de Corne Krige le capitaine des Boks à l'époque et Joe van Niekerk. Il participe à quatre matches et inscrit un essai contre Samoa. Néanmoins, l'équipe est éliminée en quarts de finale par la Nouvelle-Zélande (29 à 9).
Même s'il ne joue qu'une seule fois avec les Springboks, il s'impose comme titulaire en 2005 au poste de troisième ligne aile, aligné aux côtés de Schalk Burger et de Joe van Niekerk. Les trois hommes forment certainement l'une des meilleures 3e lignes du monde, grâce notamment à leur agressivité, leur mobilité et leur puissance. Schalk Burger et Juan Smith sont les troisièmes lignes qui ont le plus souvent joués ensemble sous le maillot des Springboks puisqu'ils ont été alignés 30 fois ensemble.
Titulaire indiscutable comme troisième ligne aile lors de la Coupe du monde 2007 disputée en France, il joue les sept matchs du tournoi et inscrit quatre essais, performance rare pour un avant. Il remporte la finale contre l'équipe d'Angleterre. Il est considéré par beaucoup comme le joueur du tournoi en raison de ses quatre essais et de ses performances sur le terrain. Avec Schalk Burger et Danie Rossouw, il formait sûrement la meilleure troisième ligne du tournoi. 
En 2009, il s'illustre en remportant une série de matchs contre les Lions britanniques et le Tri-nations. En février 2011, il se blesse au tendon d'Achille et ne peut participer à la Coupe du monde 2011. Après une année 2012 passée à se soigner, il prévoit un retour pour la saison 2013 de Super 15, mais des examens lors de la pré-saison le forcent à annoncer sa retraite sportive. 
En 2013, après plus de deux ans passés sans jouer, il est pourtant recruté par le RC Toulon. Le 14 septembre, il dispute son premier match sous les couleurs varoises face au Castres olympique, match que les Toulonnais perdent 22-15. Lors de la 13e journée de Top 14 contre Montpellier, il inscrit son premier essai avec le RCT. Le 24 mai 2014, en finale de la H-Cup qu'il remporte avec le RCT face aux Saracens, il effectue seize plaquages (aucun plaquage manqué) et marque un essai à l'issue d'un superbe « une-deux » avec Juan Martín Fernández Lobbe.

## Style de jeu
Juan Smith est un troisième ligne très complet: redoutable en défense, excellent en touche, perforant en attaque et adroit ballon en main,. Le légendaire André Venter à qui il est souvent comparé estime qu'il est le meilleur joueur à son poste en Afrique du Sud. 

## Vie privée
Il est marié à Caroline et a 2 filles.[réf. nécessaire]

## Carrière

### En province
- Super 14:
  - 2002 - 2005: Cats, 31 matchs, 11 essais
  - 2005 - 2011: Central Cheetahs, 47 matchs, 7 essais
- Currie Cup
  - 2005 - 2011: Free State Cheetahs, 18 matchs, 4 essais

### En équipe nationale
Il a effectué son premier test match avec les Springboks le 7 juin 2003 à l’occasion d’un match contre l'équipe d'Écosse.
Il a disputé la coupe du monde 2003 (4 matchs). Il a remporté la Coupe du monde de rugby 2007 (7 matchs, 4 essais)

## Palmarès

### Avec les Springboks
Au 19 août 2015, Juan Smith  compte 70 sélections sous le maillot des Springboks, dont 65 en tant que titulaire, inscrivant un total de 60 points, douze essais. Il a été sélectionné pour la première fois avec les Springboks le 7 juin 2003 contre l'équipe d'Écosse.
Il remporte la Coupe du monde 2007, édition où il dispute sept rencontres, contre les Samoa, l'Angleterre, les Tonga, les États-Unis, les Fidji, l'Argentine, et de nouveau l'Angleterre., et inscrit quatre essais. Il dispute également quatre rencontres lors de l'édition 2003, contre l'Uruguay, l'Angleterre, les Samoa et la Nouvelle-Zélande.
Il dispute huit éditions du  Tri-nations ou The Rugby Championship, compétition qui lui succède en 2003, 2005, 2006, 2007, 2008, 2009, 2010 et 2014.

### En club et province
(au 24/05/2014)
- Vainqueur de la Coupe d'Europe : 2014, 2015 avec le RC Toulon
- Vainqueur du Championnat de France : 2014 avec le RC Toulon